# اساردیس (کنتاکی)
اساردیس (به انگلیسی: Sardis) شهری در ایالت کنتاکی کشور ایالات متحده آمریکا است که جمعیت آن در سرشماری سال ۲۰۱۰ میلادی، ۱۰۳ نفر بوده‌است.